# نودران (مقاطعة فيروزآباد)
نودران (بالفارسية: نودران) هي قرية تقع في قسم أحمد آباد الريفي في إيران. يقدر عدد سكانها بـ 570 نسمة بحسب إحصاء 2016.